# Крищенко Андрій Євгенович
Андрі́й Євге́нович Кри́щенко (* 5 листопада 1972, Доманівка, Миколаївська область, УРСР) — офіцер УМВС, в.о. голови Слов'янської районної державної адміністрації (з 10 липня 2014), начальник ГУ НП Києва (з 2015), генерал поліції 3-го рангу (з 4 липня 2018).
До квітня 2014 року очолював підрозділ Кіровоградського УБОЗу. 14 квітня 2014 року, під час російської інтервенції в Україну, був одним з тих, хто обороняв будівлю Горлівського управління міліції при спробах захоплення його проросійськими сепаратистами. Захищаючи прапор України, зазнав важких поранень.
Колишній начальник Головного управління Національної поліції Києва (2015—2021).
З 23 вересня 2021 року заступник голови Київської міської державної адміністрації. 
У березні 2022 року долучився до лав Національної гвардії України, заступник командира 4-ї бригади оперативного призначення імені Героя України сержанта Сергія Михальчука «Рубіж» (4 БрОП, в/ч 3018). 

## Освіта
2003 року закінчив Донецький інститут внутрішніх справ при Донецькому національному університеті.

## Кар'єра
1990—1992 — проходив військову службу в армії СРСР.
1992 року в Горлівці почав працювати міліціонером ППС Калінінського райвідділу. 1994—2007 — працював у Горлівці у відділі боротьби з організованою злочинністю й в обласному управлінні. З 2007 — начальник Артемівського відділу боротьби з організованою злочинністю.
2011 — очолив Знам'янський міськвідділ міліції ГУМВС України в Кіровоградській області, у 2013 році — УБОЗ в Кіровоградській області. Станом на травень 2014 року — керівник міліції Горлівки.
У квітні 2014 року обороняв свій пост — відстрілювався з полковником Германом Приступою від проросійських терористів під час тригодинного штурму, скинув російський прапор та найманця з даху управління. Проросійські сайти повідомляли, що його було вбито.
З 10 липня 2014 — т.в.о. керівника Слов'янської райдержадміністрації.
З грудня 2014 — начальник УБОЗ ГУМВС в Донецькій області.
15 грудня 2015 — 11 серпня 2021 — начальник поліції Києва, після звільнення його посаду посів Іван Вигівський.
23 вересня Київською міською радою затверджений на посаді заступника голови Київської міської державної адміністрації.
Після повномасштабного вторгнення РФ в Україну пішов добровольцем на фронт. Воює на Бахмутському напрямку в 4-й бригаді Національної гвардії.

## Відзнаки
- Орден «За мужність» III ступеня (2014)[11] (20 червня 2014) — за особисту мужність та героїзм, виявлені у захисті державного суверенітету та територіальної цілісності України, вірність військовій присязі під час російсько-української війни.
- Орден Богдана Хмельницького ІІІ ступеня (Указ президента України №35/2024 від 29 січня 2024 року).